# Scopus Township (Missouri)
Scopus Township est un township du comté de Bollinger dans le Missouri, aux États-Unis,. En 2010, sa population s'élève à 1 518 habitants. Fondé en 1807 il est baptisé initialement German township, en raison du grand nombre de réfugiés d'origine allemande. Le nom est modifié en 1918, en raison de l'antigermanisme d'après guerre.

## Source de la traduction
- (en) Cet article est partiellement ou en totalité issu de l’article de Wikipédia en anglais intitulé « Scopus Township, Bollinger County, Missouri » (voir la liste des auteurs).